# Liogenys punctaticollis
Liogenys punctaticollis är en skalbaggsart som beskrevs av Blanchard 1851. Liogenys punctaticollis ingår i släktet Liogenys och familjen Melolonthidae. Inga underarter finns listade i Catalogue of Life.